# سید یعقوب (بایبورد)
سید یعقوب (به ترکی استانبولی: Seydiyakup) (به کردی: Seîdyeqûb) یک منطقهٔ مسکونی در ترکیه است که در بایبورد واقع شده‌است. سید یعقوب ۱۰۶ نفر جمعیت دارد.